# Temisto (księżyc)
Temisto (Jowisz XVIII) – mały księżyc Jowisza.

## Odkrycie
Został odkryty przez Charlesa Kowala i Elizabeth Roemer w 1975 r. i otrzymał tymczasowe oznaczenie S/1975 J 1. Jednak obserwacje nie wystarczyły do wyznaczenia jego orbity i księżyc został zgubiony. Udało się go ponownie odnaleźć dopiero w 2000 roku. Grupa astronomów z Uniwersytetu Hawajskiego, kierowana przez Scotta Shepparda odkryła nowy księżyc planety i nadała mu oznaczenie S/2000 J 1; wkrótce potwierdziło się, że jest to księżyc zgubiony 25 lat wcześniej.

## Nazwa
W mitologii greckiej Temisto była trzecią i ostatnią żoną Atamasa.

## Charakterystyka fizyczna
Temisto jest jednym z mniejszych księżyców Jowisza, jej średnicę ocenia się na około 9 km. Jej średnia gęstość to ok. 2,6 g/cm3, składa się ona głównie z krzemianów. Powierzchnia księżyca jest bardzo ciemna – jego albedo to zaledwie 0,04. Z Ziemi można go zaobserwować jako obiekt o jasności wizualnej co najwyżej 21 magnitudo.

## Orbita
Temisto obiega Jowisza zgodnie z kierunkiem jego obrotu wokół własnej osi. Jej orbita ma duże nachylenie, około 43° i jest niepodobna do orbit innych satelitów krążących w pobliżu. Temisto krąży pomiędzy orbitami księżyców galileuszowych i grupą Himalii, nie należy do żadnej ze znanych grup i jest uważana za izolowaną w przestrzeni.